# Vlado Lisjak
Vlado Lisjak, född den 29 april 1962 i Petrinja, Kroatien, är en kroatisk brottare och före detta jugoslavisk representant som tog OS-guld i lättviktsbrottning i den grekisk-romerska klassen 1984 i Los Angeles. 